# Jakub Olbert
Jakub Olbert (* 20. prosince 1972 Praha) je český podnikatel, občanský aktivista a bývalý předseda Hnutí PES. Do povědomí veřejnosti se dostal jako zakladatel iniciativy Otevřeme Česko – Chcípl PES, která organizovala protesty proti opatřením během pandemie covidu-19 v České republice. V únoru 2022 oznámil záměr kandidovat na prezidenta ČR v prezidentských volbách 2023.

## Podnikání
Začátkem 90. let 20. stol. pracoval jako kulisák, posléze jako skladník ve firmě zabývající se dekoracemi. Tato zkušenost jej inspirovala k založení vlastní firmy v tomtéž oboru, která expandovala i do zahraničí a podílela se např. na tvorbě kulis pro zahraniční filmy. Jeho firmy jsou jak v Česku tak na Slovensku i v Rusku. Je autorem pavilónů slonů a hrochů v pražské ZOO. Je majitelem restaurace Šeberák, která se v letech 2020 a 2021 neřídila tehdy platnými předpisy během epidemie covidu-19.

## Aktivismus a politika
Jakožto podnikatel, který se cítil protikoronavirovými restrikcemi poškozen, založil iniciativu Otevřeme Česko – Chcípl PES, později Hnutí PES, jehož je předsedou. Ve volbách do PSP ČR v roce 2021 vedl pražskou kandidátku hnutí Otevřeme Česko; celorepublikově získalo hnutí 0,4 % hlasů a do Poslanecké sněmovny se nedostalo. Již na podzim roku 2021 začal se sběrem požadovaných 50 tisíc podpisů pro svou plánovanou prezidentskou kandidaturu v roce 2023. K 6. červenci 2022 jich nasbíral asi 40 tisíc. Ve volbách nakonec nekandidoval. Hnutí PES podpořilo kandidaturu Jaroslava Bašty.